# Yu Nagayama
Yu Nagayama (Ito, 1974) is een Japans-Nederlands organiste.

## Biografie

### Jeugd en studie
Nagayama werd geboren in Japan en groeide op in een christelijk gezin. Haar vader was predikant.  Al op zesjarige leeftijd kreeg ze haar eerste pianolessen. Ze was toen een grote fan van Bach en ging haar richten op de klassieke muziek. Ze volgde haar orgellessen bij Masaaki Suzuki en Naoko Imai aan de National University of Fine Arts and Music in Tokio. Toen ze in 1997 in Nederland kwam wonen zette ze haar muziekstudie voort bij Bernard Winsemius aan het Rotterdams Conservatorium.

### Loopbaan
Nagayama debuteerde in 2002 met haar cd Yu Nagayama plays Bach. Deze cd werd opgenomen op het transeptorgel van de Oude Kerk in Amsterdam. Zij is actief als organist in de doopsgezinde kerk in Haarlem. Daarnaast werkt ze sinds 2003 bij Flentrop Orgelbouw waar ze werkzaam is als intonateur en pijpenmaker. In 2011 bracht ze de cd Rococo in Amsterdam uit dat ze samen met Dick Koomans speelde op het Hilgersorgel van de rooms-katholieke Boomkerk in Amsterdam.

## Discografie
- (2002) Yu Nagayama plays Bach
- (2011) Rococo in Amsterdam i.s.m. Dick Koomans
- (2011) Drie eeuwen orgels in Doopsgezind Noord-Holland i.s.m. Dick Koomans en Marco bij de Vaate[2]
- (2020) Master and Apprentice